# Jim Thorburn
Jim Thorburn (* in Halifax, Nova Scotia) ist ein kanadischer Schauspieler.

## Leben
Thorburn wurde in Halifax an der Atlantikküste geboren, wuchs allerdings in Calgary, in der Provinz Alberta auf. Da er in der Nähe der Rocky Mountains aufwuchs, wurde er zu einem passablen Skirennfahrer, der im Juniorenbereich auf internationaler Ebene antrat. Nachdem er sich vom Skirennsport zurückgezogen hatte, arbeitete er in der Kunst- und Dekorationsabteilung der äußerst erfolgreichen Fox-Serie Akte X – Die unheimlichen Fälle des FBI. Während dieser Zeit lernte er Chris Carter und David Nutter kennen, die ihm zu zwei Episodenrollen in der Fernsehserie Millennium – Fürchte deinen Nächsten wie Dich selbst verhalfen.
Es folgten in den späten 1990er Jahren Besetzungen in den Fernsehfilmen Sprung ins Ungewisse, Der Mörder unserer Mutter, USS Legacy und der Spielfilm American Dragons – Blutige Entscheidung. Zudem übernahm er Episodenrollen in den Fernsehserien Viper und The Crow – Die Serie, die lose die Handlung aus dem Kinofilm The Crow – Die Krähe mit Brandon Lee fortführt. Von 2001 bis 2004 war er in 42 Episoden der Fernsehserie Paradise Falls in der Rolle des Michael Mansfield zu sehen. 2001 folgte eine größere Rolle in dem Fernsehfilm Meuterei unter Wasser – USS Lansing antwortet nicht und im Folgejahr im Fernsehfilm Dass du ewig denkst an mich. 2009 mimte er den Antagonist, den Hexenmeister Arkadier in Merlin und das Schwert Excalibur.
2011 spielte er in sechs Episoden der Fernsehserie Blackstone die Rolle des Chris Connor. Es folgten Episodenrollen in den Fernsehserien True Justice, Republic of Doyle – Einsatz für zwei und Continuum sowie eine Besetzung in dem Spielfilm Possession – Das Dunkle in dir. 2015 übernahm er in der Fernsehserie Helix die Rolle es Caleb. Gegen Ende der 2010er Jahre wirkte er in einer Reihe von Fernsehfilmen mit, die das Thema Weihnachten behandeln wie  Engaging Father Christmas, Marrying Father Christmas, Deliver by Christmas und Christmas She Wrote.

## Filmografie
- 1996–1999: Millennium – Fürchte deinen Nächsten wie Dich selbst (Millennium) (Fernsehserie, 2 Episoden, verschiedene Rollen)
- 1997: Sprung ins Ungewisse (Breaking the Surface: The Greg Louganis Story) (Fernsehfilm)
- 1997: Der Mörder unserer Mutter (Daughters) (Fernsehfilm)
- 1997: USS Legacy (Fernsehfilm)
- 1998: American Dragons – Blutige Entscheidung (American Dragons)
- 1998: Viper (Fernsehserie, Episode 4x01)
- 1998: The Crow – Die Serie (The Crow: Stairway to Heaven) (Fernsehserie, Episode 1x09)
- 1997–1999: Dead Man's Gun (Fernsehserie, 2 Episoden, verschiedene Rollen)
- 1998: Stargate – Kommando SG-1 (Stargate SG-1) (Fernsehserie, 2 Episoden, verschiedene Rollen)
- 1999: Daydrift
- 2000: Vergänglicher Ruhm – Die Monkees Story (Daydream Believers: The Monkees’ Story) (Fernsehfilm)
- 2001: Romeo (Fernsehfilm)
- 2001: Mutant X (Fernsehserie, Episode 1x05)
- 2001: Mission Erde – Sie sind unter uns (Gene Roddenberry’s Earth: Final Conflict) (Fernsehserie, Episode 5x08)
- 2001: Meuterei unter Wasser – USS Lansing antwortet nicht (Danger Beneath the Sea) (Fernsehfilm)
- 2001–2004: Paradise Falls (Fernsehserie, 42 Episoden)
- 2002: Relic Hunter – Die Schatzjägerin (Relic Hunter) (Fernsehserie, Episode 3x14)
- 2002: Her Best Friend's Husband (Fernsehfilm)
- 2002: Dark Angel (Fernsehserie, Episode 2x19)
- 2002: Dass du ewig denkst an mich (All Around the Town) (Fernsehfilm)
- 2002: Der Kreis (The Circle)
- 2003: Degrassi: The Next Generation (Fernsehserie, Episode 3x13)
- 2004: The Thing Below – Das Grauen lauert in der Tiefe (The Thing Below)
- 2004: Wild Card (Fernsehserie, Episode 1x17)
- 2004: Deep Evil (Fernsehfilm)
- 2004: Smallville (Fernsehserie, Episode 3x11)
- 2005: Personal Effects (Fernsehfilm)
- 2005: G-Spot (Fernsehserie, Episode 1x06)
- 2005: The Deal
- 2005: Sub Zero – Eisige Jagd (Sub Zero)
- 2006: Murder on Pleasant Drive (Fernsehfilm)
- 2006: Reunion (Fernsehserie, 2 Episoden)
- 2007: The Last Trimester (Fernsehfilm)
- 2007: Betrayals (Fernsehfilm)
- 2007: Involuntary Muscles (Fernsehfilm)
- 2008: About a Girl (Fernsehserie, Episode 1x11)
- 2009: Psych (Fernsehserie, Episode 3x11)
- 2009: Smallville (Fernsehserie, Episode 8x12)
- 2009: Merlin und das Schwert Excalibur (Merlin and the Book of Beasts) (Fernsehfilm)
- 2009: Fear Island – Mörderische Unschuld (Fear Island) (Fernsehfilm)
- 2009: Fringe – Grenzfälle des FBI (Fringe) (Fernsehserie, Episode 2x05)
- 2011: Blackstone (Fernsehserie, 6 Episoden)
- 2011: True Justice (Fernsehserie, Episode 1x08)
- 2012: Republic of Doyle – Einsatz für zwei (Republic of Doyle) (Fernsehserie, Episode 3x10)
- 2012: Possession – Das Dunkle in dir (The Possession)
- 2012: It’s Christmas, Carol! (Fernsehfilm)
- 2012–2013: Continuum (Fernsehserie, 2 Episoden)
- 2013: Garage Sale Mysteries (Fernsehserie, Episode 1x01)
- 2014: The Color of Rain (Fernsehfilm)
- 2014: The Tree That Saved Christmas (Fernsehfilm)
- 2015: Helix (Fernsehserie, 5 Episoden)
- 2015: Motive (Fernsehserie, Episode 3x10)
- 2015: The Fixer (Mini-Serie, 4 Episoden)
- 2016: The Support Group (Fernsehserie, 2 Episoden)
- 2016: Supernatural (Fernsehserie, Episode 11x13)
- 2016: Under Fire (Fernsehfilm)
- 2016: Dead Rising: Endgame
- 2016: Finding Father Christmas (Fernsehfilm)
- 2016: Christmas Cookies (Fernsehfilm)
- 2017: Aurora Teagarden Mysteries (Fernsehserie, Episode 1x05)
- 2017: Hailey Dean Mystery (Fernsehserie, Episode 1x02)
- 2017: Woman on the Run (Fernsehfilm)
- 2017: Engaging Father Christmas (Fernsehfilm)
- 2018: Marrying Father Christmas (Fernsehfilm)
- 2019: Chronicle Mysteries (Fernsehserie, Episode 1x01)
- 2020: Deliver by Christmas (Fernsehfilm)
- 2020: Christmas She Wrote (Fernsehfilm)
- 2021: Robin Roberts Presents: Mahalia (Fernsehfilm)